# Inga exfoliata
Inga exfoliata är en ärtväxtart som beskrevs av Terence Dale Pennington och F.C.P.Garcia. Inga exfoliata ingår i släktet Inga och familjen ärtväxter. IUCN kategoriserar arten globalt som starkt hotad. Inga underarter finns listade i Catalogue of Life.